# دونالد دوپری
دونالد دوپری (انگلیسی: Donald Dupree; ۱۰ فوریهٔ ۱۹۱۹ – ۱ مهٔ ۱۹۹۳)از برندگان مدال‌های بازی‌های المپیک زمستانی و  اهل ایالات متحده آمریکا بود.